# Jean Georgakarakos
Pour les articles homonymes, voir Georgakarakos.
Jean Georgakarakos, a.k.a. Jean Karakos, né le 26 juin 1940 à Malestroit (Morbihan) et mort le 22 janvier 2017 dans le 18ème arrondissement de Paris, est un producteur de musique français.

## Biographie
Né de deux parents grecs, Jean Georgakarakos devient orphelin à l'âge de 7 ans. Élevé par ses frères et sœurs, neveux et nièces et par sa grand-mère paternelle, ils vivent à Paris. À l'âge de 16 ans, il est employé par American Express en tant que garçon de courses, puis deux ans plus tard, il devient salarié d'une compagnie d'assurances appelée « Le Monde ».
En 1960, après avoir revendu son portefeuille d'assurances, Jean Georgakarakos crée sa première compagnie phonographique « Star Success ». Il produit et acquiert des licences pour des ensembles de musique cubaine, brésilienne, de flamenco ou de musiques tsiganes.
En 1963, il part vivre à Bandol dans le Var, pour fonder la compagnie JOC, qui se spécialise dans les publications de blues et de jazz. En 1967, il rejoint Paris pour collaborer avec la société de production Les Films 13 de Claude Lelouch. Il crée avec Jean-Luc Young et Fernand Boruso, la compagnie BYG. Une centaine de disques seront publiés, comme des enregistrements historiques de jazz de Jelly Roll Morton, Louis Armstrong ou encore Sidney Bechet.
Ensuite, le label produit du rock et des artistes ou groupes comme Alan Jack, Alice, Ame Son et Gong (notamment l'album Camembert électrique en octobre 1971). Il organise également des séances de free jazz avec des musiciens américains installés à Paris, comme l'Art Ensemble of Chicago, Don Cherry, Anthony Braxton, Sun Ra, Sunny Murray, Alan Silva ou encore Steve Lacy.
Du 24 au 28 octobre 1969, le label crée un festival de rock européen à Amougies en Belgique, après qu'un arrêté préfectoral l'ait interdit à Paris. Présenté par Frank Zappa, la programmation du festival est composée par des artistes du label, ainsi que les Pink Floyd, Caravan, Colosseum ou encore The Nice. Le festival deviendra un gouffre financier pour le label, qui fermera en 1975.
Après avoir dirigé l'éphémère label Tapioca (1976-78), toujours spécialisé dans les musiques progressives mais qui publie également le premier simple de Téléphone, Jean Georgakarakos crée à la fin des années 1970 le label Celluloïd, spécialisé dans le punk et la new wave. Il produit des groupes français comme Marie et les Garçons et Mathématiques modernes et des groupes étrangers comme Cabaret Voltaire, James Chance, Suicide et Soft Cell.
En 1981, Georgakarakos s'installe à New York et fait la connaissance du producteur et bassiste Bill Laswell. Cette rencontre amène Celluloïd à produire des artistes et groupes comme Derek Bailey, Henry Kaiser, Golden Palominos (en), James Blood Ulmer. De la musique africaine est également proposée dans le catalogue du label (Touré Kunda, Manu Dibango, Xalam, Ray Lema) et du hip-hop (Afrika Bambaataa, Grand Mixer DXT) avec l'aide Bernard Zekri qui participera à la production musicale de classiques du breakdance avec le groupe Time Zone et le titre Wild Style et du breakbeat avec le titre Change The Beat de Fab 5 Freddy et B-Side.

## Plagiat
De retour en France en 1988, il s'associe avec Olivier Lorsac pour créer le groupe Kaoma. Leur première chanson est une interprétation de Llorando se fue de Los Kjarkas sous le nom de La Lambada.
À l'époque de sa sortie, Lambada était considéré comme le plus grand succès européen de l'histoire de la maison de disques CBS, avec des ventes de 1,8 million d'exemplaires en France et de plus de 4 millions dans toute l'Europe. Selon le New York Times, Lambada s'est vendu à 5 millions d'exemplaires dans le monde entier rien qu'en 1989. Cependant, le groupe Kaoma n'a pas mentionné la chanson originale de Los Kjarkas dans les crédits d'auteur, ce qui a donné lieu à des procès pour plagiat intentés par les auteurs originaux de la chanson, le groupe bolivien et leurs coauteurs de langue portugaise. Los Kjarkas fait valoir ses droits et obtiendra gain de cause en 1991 en percevant les 6 millions de francs (1,3 million d’euros environ) de droits d’auteurs indûment reçus en France,.
En 1994, Jean Georgakarakos crée un nouveau label, Distance, spécialisé en techno, trance et autres musiques électroniques dansantes, puis un autre « Suave » en 2003, label de compilations.
Après avoir subi deux opérations à cœur ouvert, il meurt le 22 janvier 2017 à l'âge de 76 ans.